# Viridichira
Viridichira is een geslacht van vlinders van de familie spinneruilen (Erebidae), uit de onderfamilie Lymantriinae.

## Soorten
- V. brevistriata Dall'Asta, 1981
- V. cameruna (Aurivillius, 1904)
- V. longistriata (Hering, 1926)
- V. ochrorhabda (Collenette, 1937)